# Роберт Датчанин
Роберт Датчанин (фр. Robert le Danois; между 967 и 974—1037) — архиепископ Руана с 989 года и граф Эврё с 996 года.

## Биография
Роберт родился в Нормандии, в правящей династии Роллонидов. Он был сыном герцога Нормандии Ричарда I и его супруги Гунноры, датчанки по происхождению (что и послужило поводом для его прозвища). Ещё будучи юношей, Роберт, согласно желанию своего отца, стал архиепископом Руана, заняв важнейший церковный пост в Нормандии. Согласно сообщениям хронистов, клирики сопротивлялись этому назначению, выдвинув герцогу как условие требование жениться на Гунноре. Ричард в конце концов согласился и обвенчался с нею.
В 996 году, после смерти отца, Роберт получил во владение графство Эврё, став таким образом крупнейшим нормандским феодалом при дворе своего брата, молодого герцога Ричарда II. Так как Роберт являлся также и светским владетелем (как граф Эврё), то он позволил себе вступить в брак, выбрав в жёны Эрлев, дочь знатного местного аристократа Турстина Богатого, от которой имел несколько детей. Хотя к тому времени в католической церкви ещё не были проведены григорианские реформы, вводящие целибат, всё-таки женатые архиепископы уже представляли собой исключение из правила. По своему характеру и поведению Роберт Датчанин был скорее светским, нежели духовным владыкой.
В конце 1020-х годов Роберт начал реконструкцию кафедрального собора в Руане. Согласно археологическим данным, к началу XI века он также перестроил замок в Гравеншоне, устроив в нём свою резиденцию. Архиепископ был меценатом — поклонником искусств, вокруг него образовался круг поэтов и литераторов, которым Роберт покровительствовал. Его щедрость в своих произведениях воспевали Дудо Сен-Кантенский и сатирик Гарнье Руанский.
В 1027 году герцогом Нормандии стал племянник Роберта Датчанина Роберт II. По неизвестным причинам между родственниками возник конфликт. Архиепископ был вынужден бежать из Руана в Эврё, где он был, поддержанный местным рыцарством, осаждён герцогским войском. После ожесточённого сопротивления Роберт Датчанин бежал во Францию, где добился введения интердикта в отношении герцога. Роберт II в данной ситуации был вынужден примириться с дядей. Архиепископ вернулся в Нормандию, к герцогскому двору, где стал советником правителя и приобрёл большое влияние, особо усилившееся после смерти Роберта II в 1035 году.
До своей кончины в 1037 архиепископ Роберт Датчанин был опекуном наследника Роберта II — юного герцога, известного впоследствии как Вильгельм I Завоеватель.

## Семья
Роберт Датчанин был женат на Эрелеве, возможно, дочери Торфа, предка Бомонов и Аркуров. От этого брака родились четверо детей:
- Ричард (умер в 1067), граф Эврё
- Рауль (умер в 1051), сир де Гасе
- Уильям, к которому возводило свою родословную семейство Деверё[2]
- Эрелева, жена Жерара Флайтеля; её дочь Эрменгарда стала женой Готье I Жиффара.